# Karel Goeyvaerts
Karel August Goeyvaerts (ur. 8 czerwca 1923 w Antwerpii, zm. 3 lutego 1993 tamże) – kompozytor belgijski.

## Życiorys
W latach 1943–1947 studiował w Koninklijk Vlaams Muziek Conservatorium w Antwerpii. Od 1947 do 1950 roku był uczniem Dariusa Milhauda i Oliviera Messiaena w Konserwatorium Paryskim. W 1951 roku uczestniczył w Międzynarodowych Letnich Kursach Nowej Muzyki w Darmstadcie. W 1949 roku otrzymał nagrodę im. Lili Boulanger. Od 1950 do 1957 roku wykładał historię muzyki w konserwatorium w Antwerpii. W 1953 roku otrzymał zaproszenie do pracy w studiu muzyki elektronicznej przy nowo powstającej Westdeutscher Rundfunk w Kolonii, jego kompozycję Nummer 5 met zuivere tonen wykonano 19 września 1954 roku na koncercie w sali rozgłośni. W 1958 roku na kilka lat wycofał się z czynnego życia muzycznego, pracując jako tłumacz w belgijskich liniach lotniczych Sabena. Od 1970 roku podjął pracę w Instituut voor Psycho-acustica en Elektronische Muziek w Gandawie.

## Twórczość
Twórczość Goeyvaertsa odegrała istotną rolę w krystalizowaniu się idei totalnego serializmu. Jego sonata Nummer 1 na 2 fortepiany z 1951 roku, zaprezentowana na Międzynarodowych Letnich Kursach Nowej Muzyki w Darmstadcie, wywarła wrażenie na Karlheinzie Stockhausenie i stała się dla niego ważnym bodźcem stylistycznym. W kompozycji tej, wychodząc z analizy Wariacji op. 27 Antona Weberna oraz koncepcji Oliviera Messiaena, Goeyvaerts dokonał pełnej serializacji wszystkich elementów. Był też jednym z pionierów muzyki elektronicznej, którą traktował jako medium do realizacji abstrakcyjnych konstrukcji serialnych. Bezkompromisowa postawa twórcza Goeyvaertsa i doktrynerskie podejście do koncepcji totalnej serializmu doprowadziło jednak do całkowitej depersonalizacji procesu kompozytorskiego i impasu twórczego, przełamanego dopiero nawrotem do bardziej tradycyjnych form i spontanicznej inwencji. W swoich późniejszych kompozycjach łączył swobodnie kształtowany nowoczesny język dźwiękowy z walorami ekspresyjnymi. Stosował awangardowe eksperymenty m.in. w zakresie instrumentacji czy redakcji partytur w formie słownej, wykorzystywał też formy otwarte.

## Wybrane kompozycje
(na podstawie materiałów źródłowych)

### Utwory orkiestrowe
- 5 utworów na smyczki (1944)
- Preludium, Fuga en Koraal na smyczki (1945)
- 2 koncerty skrzypcowe (1947, 1951)
- Diafonie (1957)
- Jeux d’Éte na 3 orkiestry (1962)
- De Passie (1962)
- Al naar gelang... na 5 grup orkiestrowych i taśmę ad libitum (1971)
- ...erst das Gesicht...dann die Hände...und zuletzt erst das Haar... na orkiestrę kameralną (1975)
- Litanie III (1981)

### Utwory kameralne
- Trio na skrzypce, klarnet i wiolonczelę (1946)
- 2 kwartety smyczkowe (1947, 1992)
- Sonata skrzypcowa (1948)
- Tre Lieder per sonate a venti-sei na różne zestawy instrumentów (1949)
- Opus 2 na 13 instrumentów (1951)
- Opus 3 met gestreken en geslagen tonen na 9 instrumentów (1952)
- Pièce pour trois na flet, skrzypce i fortepian (1960)
- Parcours na 2–6 skrzypiec (1967)
- Actief–Reactief na 2 oboje, 2 trąbki i fortepian (1968)
- Kwartet fortepianowy z taśmą ad libitum (1971)
- You’ll Never Be Alone Any More na klarnet basowy i taśmę (1974)
- Voor tsjeng na guzheng (1974)
- Ach Golgatha! na pozytyw, harfę i 3 perkusje (1975)
- Pour que les fruits mûrissent cet été na 14 instrumentów renesansowych (1975)
- Litanie II na 3 perkusje (1980)
- Litanie V na klawesyn i taśmę (1982)
- After Shave na flet prosty, skrzypce i klawesyn (1982)
- Instant OXO na 3 perkusje (1982)
- Zum Wassermann na 14 instrumentów (1985)
- Avontuur na fortepian i 10 instrumentów dętych (1985)
- Aemstel- Kwartet na flet, skrzypce, wiolonczelę i harfę (1985)
- De zeven zegels na kwartet smyczkowy (1986)
- De heilige stad na 12 instrumentów (1986)
- Veertien heilige kwinten met aureool na guzheng i perkusję (1986)
- Ambachtelijk weefsel na shakuhachi i 2 kōtō (1989)
- Chivas Regal klawesyn i perkusję (1989)
- Voor Harrie, Harry en René na flet, kwintet basowy i fortepian (1990)
- ...das Haar na 10 instrumentów (1990)

### Utwory fortepianowe
- sonata Nummer 1 na 2 fortepiany (1951)
- Stuk na fortepian i taśmę (1964)
- De schampere pianist (1976)
- Litanie I (1979)
- Pas à Pas (1985)

### Utwory wokalno-instrumentalne
- Elegische Muziek na alt, fortepian i orkiestrę (1950)
- Improperia na alt, 2 chóry, flet, obój, klarnet, altówkę i perkusję (1959)
- Goathemala na mezzosopran i flet (1966)
- Msza na chór, 2 oboje, rożek angielski, 2 fagoty, 2 trąbki i 3 puzony (1968)
- „...Bélise dans un jardin” na chór, klarnet, klarnet basowy, fagot, skrzypce, altówkę i wiolonczelę (1971)
- Het dagelijks leven van de Azteken na recytatora i perkusję (1978)
- Claus-ule na recytatora i 8 instrumentów (1979)
- Litanie IV na sopran, flet, klarnet, skrzypce, wiolonczelę i fortepian (1981)
- De dunne bomen na sopran i grupę taneczną (1985)
- Ode na kontratenora, baryton, flet i klarnet basowy (1988)
- ...want de tijd is nabij na chór męski i orkiestrę smyczkową (1989)
- Aquarius na 8 sopranów, 16 instrumentów i 5 tancerzy (1990), także wersja na 8 sopranów, 8 barytonów i orkiestrę (1991)

### Balet
- Cytaclysme (1963)

### Utwory multimedialne
- HE...! na pantomimę, projekcję multimedialną, taśmę i 10 instrumentów (1971)

### Utwory elektroniczne
- Nummer 4 net dode tonen na taśmę (1952)
- Nummer 5 met zuivere tonen na taśmę (1953)
- Nummer 6 na 180 obiektów dźwiękowych (1954)
- Nummer 7 met convergerende en divergerende klankniveaus na elektroniczne źródła dźwięku (1955)
- Nachklänge aus dem Theater I/II na taśmę (1971)
- Op acht paarden wedden na taśmę (1973)
- Partiduur na taśmę (1974)
- Honneurs funèbres a la tete musicale d’Orphée na 6 fal Martenota (1976)
- Muziek voor een koninklijk vuurwerk na taśmę (1976)